# Guerra tra Berke e Hulagu
La guerra tra Berke e Hulagu fu una guerra tra due comandanti mongoli, Berke Khan del Khanato dell'Orda d'Oro e Hulagu Khan dell'Ilkhanato, avvenuta nel 1262 prevalentemente nell'area della montagne del Caucaso, dopo la presa di Baghdad del 1258. La guerra si sovrappose alla guerra civile toluide verificatasi nel territorio dell'Impero mongolo tra i due membri della famiglia Tolui, Kublai Khan e Arig Bek, che entrambi reclamavano il titolo di Gran Khan. Kublai aveva stretto un'alleanza con Hulagu, mentre Arig era al fianco di Berke. Hulagu era il principato candidato che poteva ipotizzare di succedere Mongke nel ruolo di Khagan, ma la sconfitta nella battaglia di Ayn Jalut ad opera dei Mamelucchi egiziani lo costrinse a ripiegare in Medio Oriente.
La vittoria dei Mamelucchi incoraggiò Berke a invadere l'Ilkhanato. La guerra tra Berke e Hulagu e quella civile toluide segnarono un momento chiave nella dissoluzione dell'Impero mongolo dopo la morte del Gran Khan Mongke.

## Antefatti
Nel 1252 Berke si convertì all'Islam, e nel 1257 assunse il potere nell'Orda d'Oro dopo la morte di Ulakci; come suo fratello Batu Khan, rimase leale al Gran Khan Mongke. Sebbene consapevole della conversione all'Islam di Berke, Hulagu, dopo aver conquistato la Persia, eseguì la presa di Baghdad nel 1258 e fece confluire l'odierno Iraq nell'Impero mongolo. In seguito avanzò verso la Siria e il Sultanato mamelucco, contro cui iniziò una guerra dispendiosa. Berke si irritò contro queste campagne compiute da Hulagu verso terre musulmane. Pertanto, decise di inviare suo nipote Nogai Khan all'assalto della Polonia nel 1259, al fine di ottenere un bottino tale da potergli consentire di finanziare una guerra. Alcune città polacche furono saccheggiate, incluse Cracovia e Sandomierz. Berke strinse quindi un'alleanza con il sultano mamelucco Sayf al-Din Qutuz e poi con il sultano Baybars d'Egitto.
Lo stesso anno, Mongke morì in una campagna militare in Cina. Lo storico musulmano Rashid al Din riferisce che Berke Khan inviò il seguente messaggio a Mongke, protestando contro la presa di Baghdad ma non sapendo che il destinatario era morto in Cina: «Lui (Hulagu) ha saccheggiato tutte le città musulmane, e ha portato alla morte il Califfo. Con l'aiuto di Dio lo chiamerò per dare conto per tutto questo sangue innocente».

## La guerra
Nel 1260, il sottotenente di Hulagu nel Medio Oriente fu sconfitto nella battaglia di Ayn Jalut dai mamelucchi; Hulagu si trovava in quel momento in Mongolia per partecipare alla successione del nuovo Gran Khan. Una volta ricevuta notizia della disfatta, Hulagu iniziò a preparare la vendetta. Due anni dopo ritornò nella sua terra in Persia, ma anziché concentrarsi pienamente per la sua campagna contro i mamelucchi dovette preoccuparsi di Berke, ancora desideroso di vendicare il saccheggio della musulmana Baghdad. Berke nuovamente spedì una serie di ricognitori per comprendere l'entità delle forze a disposizione di Nogai Khan nella regione del Caucaso, attirando Hulagu verso nord con il grosso delle sue forze. Berke inviò anche il suo generale Negudar nell'est dell'Afghanistan e a Ghazni, recuperando le terre sotto il controllo del Khanato.
Hulagu restò leale con suo fratello Kublai, ma gli scontri con suo cugino Berke, il capo dell'Orda d'Oro nella parte nord-ovest dell'impero iniziarono nel 1262. La morte sospetta del principe jochide al servizio di Hulagu, l'iniqua distribuzione dei bottini di guerra e i massacri dei musulmani di Hulagu aumentarono la rabbia di Berke, che ipotizzò di sostenere una ribellione del regno di Georgia contro il dominio di Hulagu nel 1259-1260. Berke strinse inoltre un'alleanza con i Mamelucchi egiziani in funzione anti-Hulagu, sostenendo pure il pretendente rivale di Kublai, Arig Bek. Kublai inviò un esercito sotto il generale Abaqa ad attaccare l'Orda d'Oro, mentre Arig Bek ordini a Nogai di invadere l'Ilkhanato; entrambi gli schieramenti soffrirono perdite ingentissime.
Arig Bek si arrese a Kublai il 21 agosto 1264 a Shangdu, dopo che i capi dell'Orda d'Oro e del Khanato Chagatai riconobbero la vittoria e il dominio di Kublai. In seguito, quest'ultimo inaugurò i preparativi volti alla conquista dei territori amministrati dalla dinastia Song.
Quando l'Impero bizantino, alleato dell'Ilkhanato, fece prigionieri gli ambasciatori egiziani, Berke spedì un esercito tramite la Bulgaria, Stato a lui vassallo, consentendo il rilascio degli inviati e del sultano Kaykaus II. Inoltre, egli cercò di fomentare una ribellione in Anatolia servendosi di Kaykaus, ma senza successo. Nella nuova versione ufficiale della storia della famiglia, Kublai Khan rifiutò di scrivere il nome di Berke come khan dell'Orda d'Oro per via del sostegno che aveva riservato ad Arig Bek e le guerre con Hulagu. Al contrario, i discendenti di Jochi vennero pienamente riconosciuti come membri della famiglia legittima.
Kublai Khan rafforzò anche Hulagu con 30 000 giovani mongoli al fine di stabilizzare le crisi politiche nei khanati occidentali. Appena Hulagu morì l'8 febbraio 1264, Berke marciò verso l'Ilkhanato attraversando il Caucaso nei pressi di Tbilisi, ma morì lungo la strada. Nel giro di pochi mesi da queste morti, anche Alghu Khan del Khanato Chagatai morì; tuttavia, quest'improvviso vuoto di potere alleggerì in qualche modo il controllo di Kublai sui khanati occidentali.

## Conseguenze
La guerra tra Berke e Hulagu fu il secondo conflitto civile che sconvolse i Mongoli, in quanto scoppiata poco dopo l'inizio della guerra civile toluide tra Kublai Khan e Arig Bek. Prima di allora vi furono delle tensioni tra Batu e Güyük che avrebbe potuto sfociare in una guerra aperta, ma la morte prematura di questi ultimi evitò le ostilità. In contemporanea con la guerra tra Kublai Khan e Arig Bek, Berke e Hulagu imposero dei precedenti che furono ripetuti in forma di ulteriori guerre tra khanati mongoli, come i conflitti tra Abaqa e Barak nel 1270, Kaidu e Kublai Khan nel 1270 e 1280, Toqta e Nogai alla fine degli anni 1290, e la guerra tra Duwa e Chapar nei primi anni del XIV secolo. Questa lotta, insieme alla seconda invasione della Polonia, segnò anche l'affermazione al potere di Nogai Khan nell'Orda d'Oro, che dopo la morte di Berke diventò sempre più potente.